# Feroxodon multistriatus
Feroxodon multistriatus, tên thông thường là cá nóc nhiều sọc hay cá nóc hung tợn (tiếng Anh: ferocious pufferfish), là loài cá biển duy nhất thuộc chi Feroxodon trong họ Cá nóc. Loài này được mô tả lần đầu tiên vào năm 1854. 

## Phân bố và môi trường sống
F. multistriatus có phạm vi phân bố ở vùng biển Tây Nam Thái Bình Dương. Loài này được tìm thấy ở vùng biển phía bắc Úc (từ Exmouth, Tây Úc vòng qua phía bắc đến phía bắc New South Wales) và khắp Papua New Guinea. F. multistriatus sống xung quanh các rạn san hô ở độ sâu khoảng 53 m trở lại.

## Mô tả
Chiều dài lớn nhất từng được biết đến ở F. multistriatus là khoảng 39 cm, nhưng chiều dài lớn nhất đã được ghi nhận tính đến hiện nay là khoảng 90 cm. Đầu và thân có các đường vân uốn cong. Vùng dưới đầu, thân dưới và cuống đuôi có các đốm tròn.
F. multistriatus được báo cáo là một loài cực độc. Thức ăn của F. multistriatus là các loài cá nhỏ hơn và động vật không xương sống.

## Tấn công người
Cái tên "cá nóc hung tợn" của bắt nguồn từ những vụ F. multistriatus tấn công con người, dù chúng không bị kích động. Rất nhiều vụ cắt cụt ngón chân của những người tắm biển gây ra bởi F. multistriatus đã được báo cáo. Năm 2012, Tom Horn, một cậu bé 5 tuổi, đã bị thương nặng ở cả hai chân do một con cá nóc dài 30cm cắn xé khi cậu đang lội nước cùng gia đình ngoài bãi biển của đảo Thursday. Con cá nóc này được xác định là F. multistriatus. 